# Perimeceta niphotypa
Perimeceta niphotypa là một loài bướm đêm trong họ Crambidae.